# شركة ضراغمة
ضراغمة (بالإنجليزية: DARAGHMEH), واختصارها (DR) شركة ملابس مقرها الاردن، تملك العلامة التجارية DR.  تتألف من عدة شركات وفروع، افتُتح أول فرع لها في عام 1984. بالإضافة إلى  الاحذية والحقائب والاكسسوارات والالعاب ومستحضرات التجميل والعطور والعناية الشخصية وكل ما يرتبط بمستلزمات الاسرة، حيث تعتبر من الشركات الكبرى في قطاع الألبسة في الأردن.

## تاريخ الشركة
افتتح حسن ضراغمة مؤسس الشركة أول فرع لضراغمة عام 1984 في منطقة وسط البلد، وبعد نجاح الشركة بدأت بتطوير وتوسيع أعمالها بفتح المزيد من الفروع التي اثبت نجاحها، في ظل التحديات الصعبة التي واجهتها مابين تصميم وانتاج. في منتصف الالفية قامت الشركة بايقاف التصميم والإنتاج والتركيز على الاستيراد من دول مختلفة حول العالم. يتركز نشاط الشركة حاليا في قطاع الالبسة والأحذية والعطور - مستحضرات التجميل
للشركة 26 فرعًا في كافة مناطق المملكة منها 15 فرع في العاصمة عمان، ولها فروع في فلسطين في جنين ونابلس ورام الله والخليل